# White Trash Beautiful
White Trash Beautiful ist das vierte Studioalbum des US-amerikanischen Rappers und Sängers Everlast. Es wurde am 25. Mai 2004 über die Labels Island, Def Jam und Universal veröffentlicht und erreichte in Deutschland, wo es am erfolgreichsten war, Platz 12. Das gleichnamige Lied White Trash Beautiful kam als einzige Single auf den Markt und erreichte in Deutschland Platz 59. Bei diesem Album verzichtet Everlast erstmals komplett auf Featuregäste, lediglich Begleitsänger sind bei einigen Songs zu hören, die jedoch nicht als offizielle Features gelistet werden.

## Hintergrund
In einem Interview mit laut.de, welches am 14. Mai 2004 publiziert wurde, sagte Everlast, dass er, nachdem das Warner Bros. Entertainment das Label Tommy Boy, bei dem er unter Vertrag stand, aufgekauft habe, nicht mit Warner zusammen arbeiten und daher vorzeitig aus seinen noch gültigen Verträgen aussteigen wollte. Seine Anwälte hätten ziemlich lange gebraucht, um ihn von den Verträgen lösen zu können. Zudem verriet er, dass viele der Fans die Lieder bereits Wochen vor der Veröffentlichung des Albums kannten und äußerte diesbezüglich seinen Missmut gegen illegale Downloads.

## Cover
Everlast sitzt vor einem Wohnwagen, vor dem es etwas chaotisch aussieht. Er hat eine dunkle Sonnenbrille, eine schwarze Sweatjacke, dunkelblaue Jeans und braune Schuhe an, zudem trägt er eine Kette um den Hals. Er hält eine Gitarre in den Händen, zu seinen Füßen rastet ein Hund. Im Hintergrund ist eine Brücke zu erkennen, die eine Hochbahn- oder Autobahnbrücke sein könnte. Das Cover soll auf die sogenannten „White Trash“-Menschen anspielen, die vorwiegend in, wie auf dem Cover abgebildet, ähnlichen Zuständen leben bzw. leben müssen, den „Trailerparks“.

## Titelliste
| #   | Titel                 | Länge |
| --- | --------------------- | ----- |
| 1.  | Blinded By the Sun    | 4:08  |
| 2.  | Broken                | 4:23  |
| 3.  | White Trash Beautiful | 4:01  |
| 4.  | Sleepin’ Alone        | 4:07  |
| 5.  | The Warning           | 3:07  |
| 6.  | Angel                 | 4:40  |
| 7.  | This Kind Of Lonely   | 3:32  |
| 8.  | Soul Music            | 3:12  |
| 9.  | God Wanna             | 4:26  |
| 10. | Lonely Road           | 3:18  |
| 11. | Sad Girl              | 4:10  |
| 12. | Ticking Away          | 3:44  |
| 13. | Pain                  | 4:38  |
| 14. | 2 Pieces Of Drama     | 3:47  |
| 15. | Maybe                 | 3:14  |

## Chartplatzierungen

### Album
| Jahr | Titel                 | Höchstplatzierung, Gesamtwochen, AuszeichnungChartplatzierungen (Jahr, Titel, Platzierungen, Wochen, Auszeichnungen, Anmerkungen) | Höchstplatzierung, Gesamtwochen, AuszeichnungChartplatzierungen (Jahr, Titel, Platzierungen, Wochen, Auszeichnungen, Anmerkungen) | Höchstplatzierung, Gesamtwochen, AuszeichnungChartplatzierungen (Jahr, Titel, Platzierungen, Wochen, Auszeichnungen, Anmerkungen) | Höchstplatzierung, Gesamtwochen, AuszeichnungChartplatzierungen (Jahr, Titel, Platzierungen, Wochen, Auszeichnungen, Anmerkungen) | Höchstplatzierung, Gesamtwochen, AuszeichnungChartplatzierungen (Jahr, Titel, Platzierungen, Wochen, Auszeichnungen, Anmerkungen) | Anmerkungen                        |
| Jahr | Titel                 | DE | AT | CH | UK | US | Anmerkungen                        |
| ---- | --------------------- | --- | --- | --- | --- | --- | ---------------------------------- |
| 2004 | White Trash Beautiful | DE12 (9 Wo.)DE | AT32 (5 Wo.)AT | CH21 (12 Wo.)CH | — | US56 (3 Wo.)US | Erstveröffentlichung: 25. Mai 2004 |

### Singleauskopplungen
| Jahr | Titel Album           | Höchstplatzierung, Gesamtwochen, AuszeichnungChartplatzierungen (Jahr, Titel, Album, Platzierungen, Wochen, Auszeichnungen, Anmerkungen) | Höchstplatzierung, Gesamtwochen, AuszeichnungChartplatzierungen (Jahr, Titel, Album, Platzierungen, Wochen, Auszeichnungen, Anmerkungen) | Höchstplatzierung, Gesamtwochen, AuszeichnungChartplatzierungen (Jahr, Titel, Album, Platzierungen, Wochen, Auszeichnungen, Anmerkungen) | Höchstplatzierung, Gesamtwochen, AuszeichnungChartplatzierungen (Jahr, Titel, Album, Platzierungen, Wochen, Auszeichnungen, Anmerkungen) | Höchstplatzierung, Gesamtwochen, AuszeichnungChartplatzierungen (Jahr, Titel, Album, Platzierungen, Wochen, Auszeichnungen, Anmerkungen) | Anmerkungen |
| Jahr | Titel Album           | DE | AT | CH | UK | US | Anmerkungen |
| ---- | --------------------- | --- | --- | --- | --- | --- | ----------- |
| 2004 | White Trash Beautiful | DE59 (8 Wo.)DE | AT64 (3 Wo.)AT | CH42 (5 Wo.)CH | — | — |             |

## Kritik
| Professionelle Bewertungen | Professionelle Bewertungen |
| -------------------------- | -------------------------- |
| Kritiken                   |                            |
| Quelle                     | Bewertung                  |
| laut.de                    | [ 2 ]                      |
| Allmusic                   | [ 3 ]                      |
| Rolling Stone              | [ 4 ]                      |
| RapReviews                 | 7/10                       |

Eberhard Dobler von laut.de schrieb, dass Everlast sich bei White Trash Beautiful und vier Jahre nach dem Vorgängeralbum Eat at Whitey’s so klinge, als „wäre er nie weg gewesen“. Das Album knüpfe nahtlos an den Vorgänger an, neu klinge Everlast deswegen nicht, „eher rundumerneuert“. Seine Songs seien ehrlich und würden „das Herz und Kopf des Hörers tief treffen“. Er rappe über Schwierigkeiten, die das Leben einem bereiten würde und verliere dabei aber nie die Hoffnung. Er lobte Everlasts seiner Meinung nach gelungene Mischung verschiedener Genres.
Johnny Loftus von Allmusic lobte den „effektiven“ Mix von Hip-Hop und Blues. Everlast höre sich „zuversichtlich“ an, auch wenn manche seiner Lieder Themen über unglückliche Liebesbeziehungen beinhalten würden.
Steve Juon von RapReviews ist der Meinung, dass Hip-Hop bei White Trash Beautiful „bildlich und buchstäblich“ eine untergeordnete Rolle spiele. Er kritisierte Everlasts Lyrics bei dem Lied The Warning, bei dem rappen „fehl am Platze“ sei, fand jedoch positivere Worte bei dem Song Ticking Away, bei welchem Everlast am dichtesten an sein lyrisches Können ran komme, doch größtenteils seien seine Rap-Tage „gezählt“. In Anspielung auf das letzte Lied des Albums, das Maybe (deutsch: Vielleicht) heißt, schrieb Juon abschließend, dass es vielleicht Everlasts „Berufung“ sei, von nun an zu singen und vielleicht seien seine Fans der ersten Stunde gewillt, „diesen Weg mit ihm zu gehen“.